# Wim van der Linden

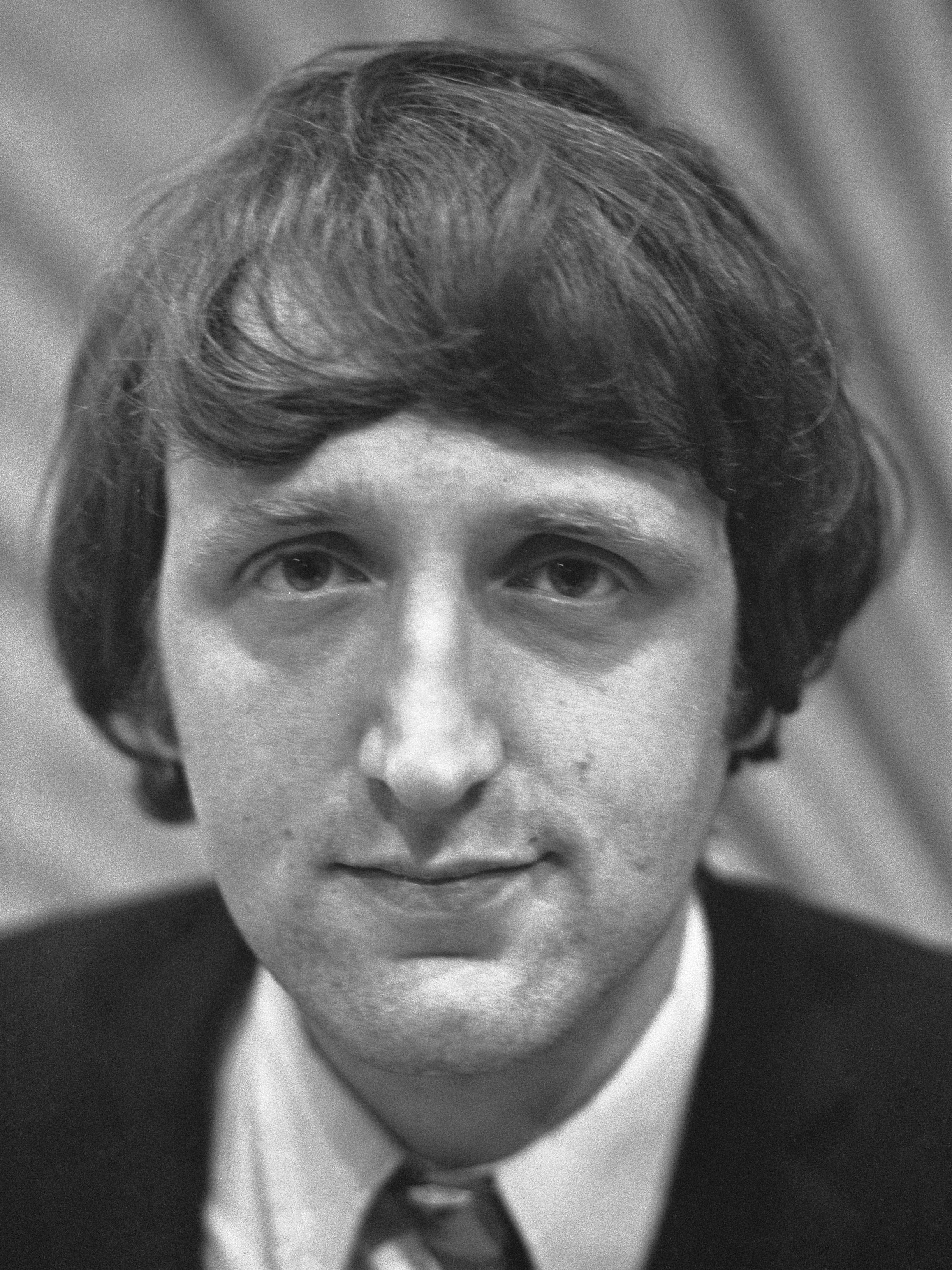
Cineast Wim van der Linden (9 januari 1968)

Wim van der Linden (Amsterdam, 1 januari 1941 – Miami, 4 april 2001) was een Nederlandse cineast, televisiemaker en fotograaf.
Van der Linden fotografeerde in de vroege jaren '60 nozems op kermissen, rockers in Londen, straatbeelden van Amsterdam, Parijs en New York, de fluxusbeweging en de underground popscene.
In 1964 fotografeerde hij Jan Cremer voor zijn boek Ik Jan Cremer. De foto droeg bij aan de gespierde en klare taal in Cremers semi-autobiografie, waarmee deze in een klap een beroemde Nederlander werd. Van der Linden fotografeerde onder andere voor Hitweek en De Haagse Post.

## Televisie
Wim van der Linden werd vooral bekend als mede-bedenker van het controversiële VPRO-programma Hoepla in de jaren zestig en de shows rondom de fantasiefiguren Fred Haché, Barend Servet en Sjef van Oekel die hij in de jaren zeventig maakte met Gied Jaspars, Ruud van Hemert en Wim T. Schippers.
Aan het eind van zijn VPRO-tijd, in 1975, ontving Van der Linden samen met Schippers de eenmalige Prijs van het Gezond Verstand van een groep tv-critici, omdat zulk 'baanbrekend werk' door hun collega's in de Nipkow-jury meestal over het hoofd werd gezien. Daarna heeft Van der Linden nog geruime tijd shows gemaakt voor de Duitse televisie. En maakte hij televisiedocumentaires (over bijvoorbeeld Neil Young, uitgebracht door de WDR in 1971). Ook bij AVRO's Toppop en later bij de TROS, waar hij de TROS Top 50 regisseerde en waar hij 1980 in conflict kwam met de programmaleiding omdat hij een clip wilde uitzenden van de Amerikaanse punkband The Plasmatics waarin te veel naakt en geweld voorkwam. Daarna startte Van der Linden met zijn elektronicabedrijf Noriyuki.

## Film
In 1966 debuteerde hij met het 2,5 minuut durende filmpje Tulips - het roerloze beeld van een vaas tulpen waarvan één bloemblaadje dreigde af te vallen - dat het eerste van een serie sad movies had moeten worden. In datzelfde jaar was hij cameraman van De minder gelukkige terugkeer van Joszef Katus naar het land van Rembrandt, het speelfilmdebuut van Pim de la Parra en Wim Verstappen. De latere filmmakers Jan de Bont en Frans Bromet fungeerden daarbij als zijn camera-assistenten.

## Californië
In 1996 is Van der Linden naar Californië gegaan om daar zijn bedrijf Noriyuki verder uit te bouwen. En daar zijn uitvinding de Scriptboy op de markt te brengen. De Scriptboy werd door Van der Linden zelf ontwikkeld, geproduceerd en verkocht en is een elektronische opvolger voor de 'filmklapper' die bij het begin van elke opname zorgt voor synchroon beeld en geluid. Klanten van hem waren de grote Amerikaanse televisienetwerken en een aantal belangrijke programma's zoals de Jerry Springer Show, World Wrestling Entertainment en de Olympische Zomerspelen 2000 in Sydney.
In april 2001 overleed Van der Linden op zestigjarige leeftijd in Florida. Hij liet vier kinderen na.
Zijn fotoarchief wordt beheerd door het Maria Austria Instituut (MAI) in Amsterdam.

## Fotoboek
- "Wim van der Linden, fotograaf" met circa 150 afbeeldingen en tekst van Guus Luijters verscheen bij Uitgeverij Voetnoot. ISBN 9789078068136